# Compsophila
Compsophila is een geslacht van vlinders van de familie van de grasmotten (Crambidae), uit de onderfamilie van de Acentropinae. De wetenschappelijke naam en de beschrijving van dit geslacht werden voor het eerst in 1886 gepubliceerd door Edward Meyrick. 
Dit geslacht is monotypisch, dat wil zeggen dat het maar één soort heeft namelijk Compsophila iocosma Meyrick, 1886 uit Fiji.